# Iftach Spector
Iftach Spector (hebreu: יפתח ספקטור‎; Pétah Tiqvà, 20 d'octubre de 1940) és un general de brigada israelià retirat, antic pilot de caça i comandant de les bases aèries de Tel Nof i Ramat David. Forma part del Consell Assessor del Fòrum de Política d'Israel.

## Biografia
Spector va néixer a Pétah Tiqvà, al que llavors era el Mandat de Palestina, l'any 1940. Els seus pares formaven part del Palmah, la força d'atac d'elit de la Haganà. El seu pare, Zvi Spector, va ser el comandant de l'Operació Boatswain, una missió fallida del Palmah al Líban de 1941 que va provocar la mort de tots els seus participants. La seva mare, Xoixana Spector, va ser un dels membres fundadors del Palmah i va ser la seva ajudant oficial. Spector va créixer al quíbuts Givat Brenner i al quíbuts Hulata.

### Carrera Militar
Als disset anys i mig es va allistar a l'exèrcit com a voluntari (fou necessari el consentiment escrit de la seva mare).

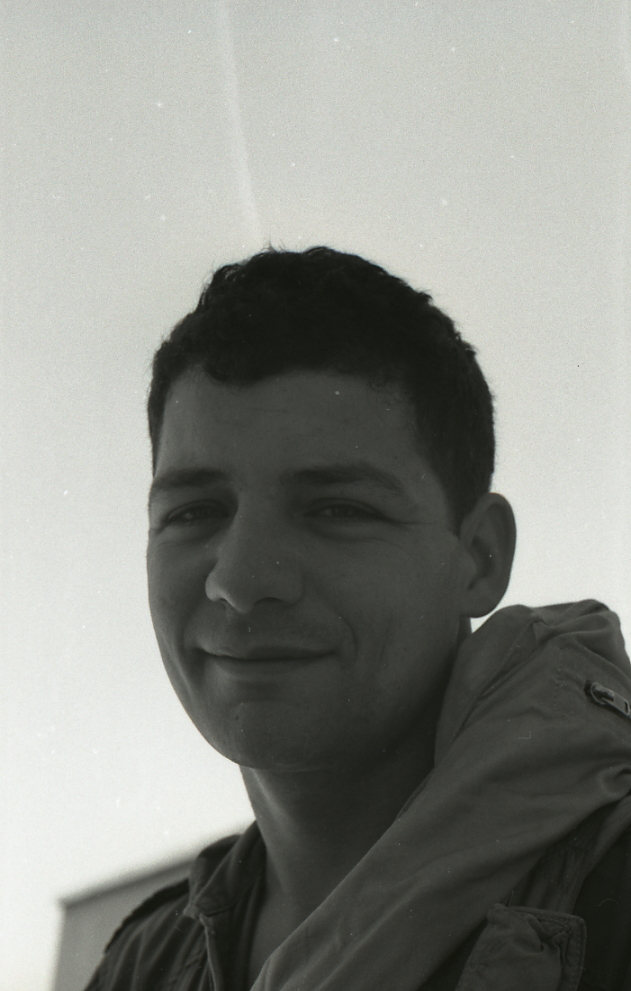
Spector el 1967.

Spector va veure participar en la Guerra dels Sis Dies i va ser un dels pilots implicats en l'incident de l'USS Liberty. Va participar en l'Operació Rimon 20, una batalla aèria entre Israel i la Unió Soviètica durant la Guerra de Desgast, més tard va lluitar a la Guerra del Yom Kippur, i va participar en l'Operació Opera, el bombardeig d'Israel el 1981 al reactor nuclear de l'Iraq. Durant el seu servei amb la Força Aèria Israeliana, Spector va comandar els esquadrons 101 i 107 i les bases aèries de Ramat David i Tel Nof. 'Spector va abatre 12 avions enemics, vuit mentre pilotava el Mirage III i quatre mentre ho feia amb un F-4 Phantom II.
El 1992 va ser guardonat amb el Premi Yitzhak Sadeh pel seu llibre Un somni en blau i negre, el relat novel·lat d'un esquadró de caces durant la guerra de Yom Kippur.
Des de 2001, ha estat actiu en el Moviment per a la Desvinculació dels Palestins. El 2003, Spector va ser un dels 27 pilots de reserva i antics pilots exempts del deure de reserva de signar "La carta dels pilots" on mostraven el seu rebuig a volar en missions contra objectius a Cisjordània i Gaza.